# Ванга (остров)
Ванга (хорв. Vanga) или Красница (хорв. Krasnica) — необитаемый остров в хорватской части Адриатического моря. Находится у западного побережья полуострова Истрия. Лежит в двух километрах западнее острова Вели-Бриюн и вместе с другими островами архипелага входит в состав национального парка Бриони, открытого в 1983 году.

## География
Имеет площадь 0,194 км² и является третьим по величине островом архипелага Бриони. Протяжённость береговой линии острова составляет 2,7 километра.

## История
Остров был заселён со времён римлян, которые в I веке нашей эры основали поселение на восточном побережье.